# Каблук (шашечная комбинация)

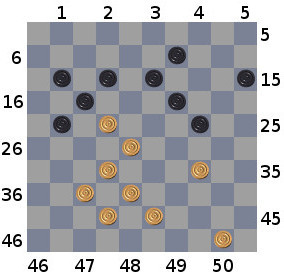

Каблу́к (нидерл. hielslag) — стандартная комбинация в шашках, а также сам ударный ход назад, иногда называемый удар каблуком. Назван так из-за внезапного отскока шашки назад перед заключительным взятием. Название пришло из международных шашек.
Например, на приведённой диаграмме белые ходят 34—29, и чёрные бьют 24x33. В ответ белые бьют назад 28x39 – это и есть удар каблуком. Чёрные вынуждены бить 17x28, после чего белые одним ходом бьют 3 шашки, проводят дамку и без труда выигрывают партию.